# Gobierno de la dinastía Han

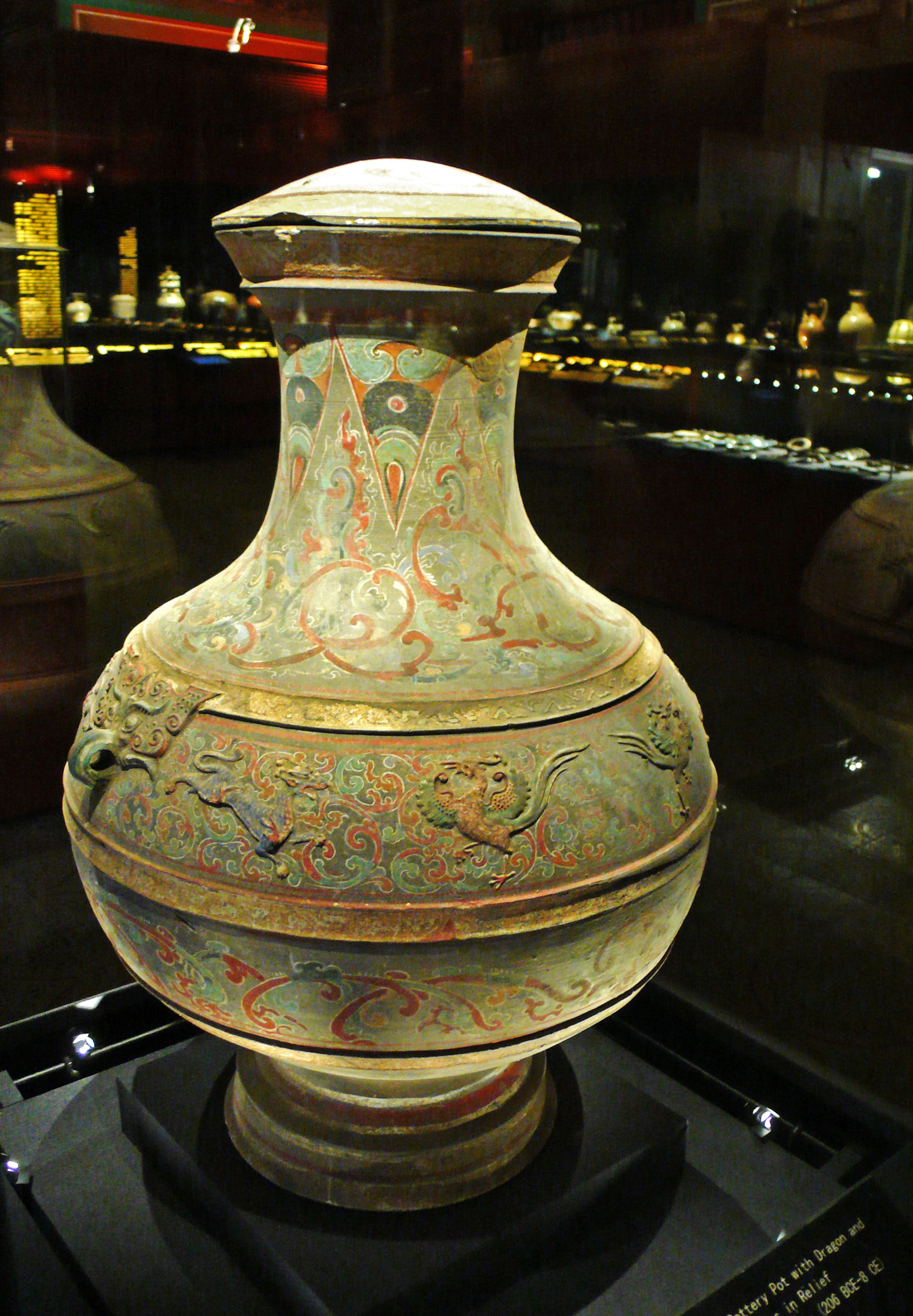
Un tarro cerámico Han occidental pintado con bajorrelieve de dragones, fénix, y diseños Taotie.

La dinastía Han (202 a.C. – 220 d.C.) de la China antigua era la segunda dinastía imperial en ese país, después de la dinastía Qin (221–206 a.C.). Estaba dividida en dos periodos: la dinastía Han Antigua (202 a.C.– 9 d.C.) y la dinastía Han Posterior (25–220 d.C.), interrumpida brevemente por la dinastía Xin (9–23 d.C.) de Wang Mang. La capital occidental era Chang'un, y la capital oriental era Luoyang. El emperador dirigía el gobierno, promulgando todas las leyes escritas, sirviendo como comandante en jefe de las fuerzas armadas y presidiendo como jefe oficial ejecutivo. Se encargó de nombrar a todos los funcionarios del gobierno, que ganaban un salario de 600 fanegas de grano o más (aunque estos salarios se pagaban en efectivo, en su mayor parte), con la ayuda de consejeros que se encargaban de revisar cada candidato. La emperatriz viuda no podía ser la madre real o simbólica del emperador, y era en la práctica más poderosa que el emperador, ya que podía ignorar las decisiones de éste. Los poderes ejecutivos del emperador también podrían ser ejercidos por cualquier funcionario a quien él le otorgara autoridad. Estos poderes incluían el derecho a ejecutar delincuentes sin el permiso de la corte imperial.
Cerca del comienzo de la dinastía, reyes regionales semiautónomos lucharon contra la autoridad del emperador. Esta autonomía fue disminuyendo considerablemente, cuando la corte imperial promulgó reformas, persiguiendo amenazas principales como la Rebelión de los Siete Estados. El fin de la dinastía Han llegó aproximadamente durante el tiempo de agitación civil, militar y religiosa, el cual dio como resultado el periodo de los Tres Reinos.
Los funcionarios superiores de la burocracia central ofrecían recomendaciones, aplicaban prohibiciones y llevaban a cabo funciones administrativas y judiciales al gobernar el imperio. Estaba formado por miembros del gabinete, conocidos como Excelencias, jefes de grandes ministerios especializados conocidos como los Nueve Ministros y varios funcionarios metropolitanos de la región capital. Se concedieron distinguidos rangos salariales a funcionarios de la burocracia, nobles de la familia imperial, concubinas del harén y agentes militares de las fuerzas armadas.
Las divisiones del gobierno local, en orden descendente por tamaño, eran: la provincia, la comandería, el condado y el distrito. Feudos locales de la nobleza, incluido el reino, el cual era un gran ejemplo sobre la comandería regular, así como el señorío, un gran ejemplo sobre el condado regular.
A pesar de que los monopolios del gobierno central en sal, hierro, y licor finalmente fallaron y fueron cedidos de nuevo a la producción privada, el gobierno exitosamente nacionalizó el emisión de la moneda a través de su casa de monedas imperial, la cual duró del 113 a.C. hasta el fin de la dinastía. El sistema de servicio militar para plebeyos como soldados no profesionales fue reducido a favor de un ejército de voluntarios y un impuesto de sustitución por Han Oriental. Un pequeño ejército permanente profesional existió durante la dinastía Han Occidental y Oriental. En tiempos de crisis, el ejército de voluntarios aumentó de tamaño, pero las grandes milicias fueron formadas y algunos títulos oficiales fueron restablecidos para uso temporal.

#### Modelo imperial de Qin

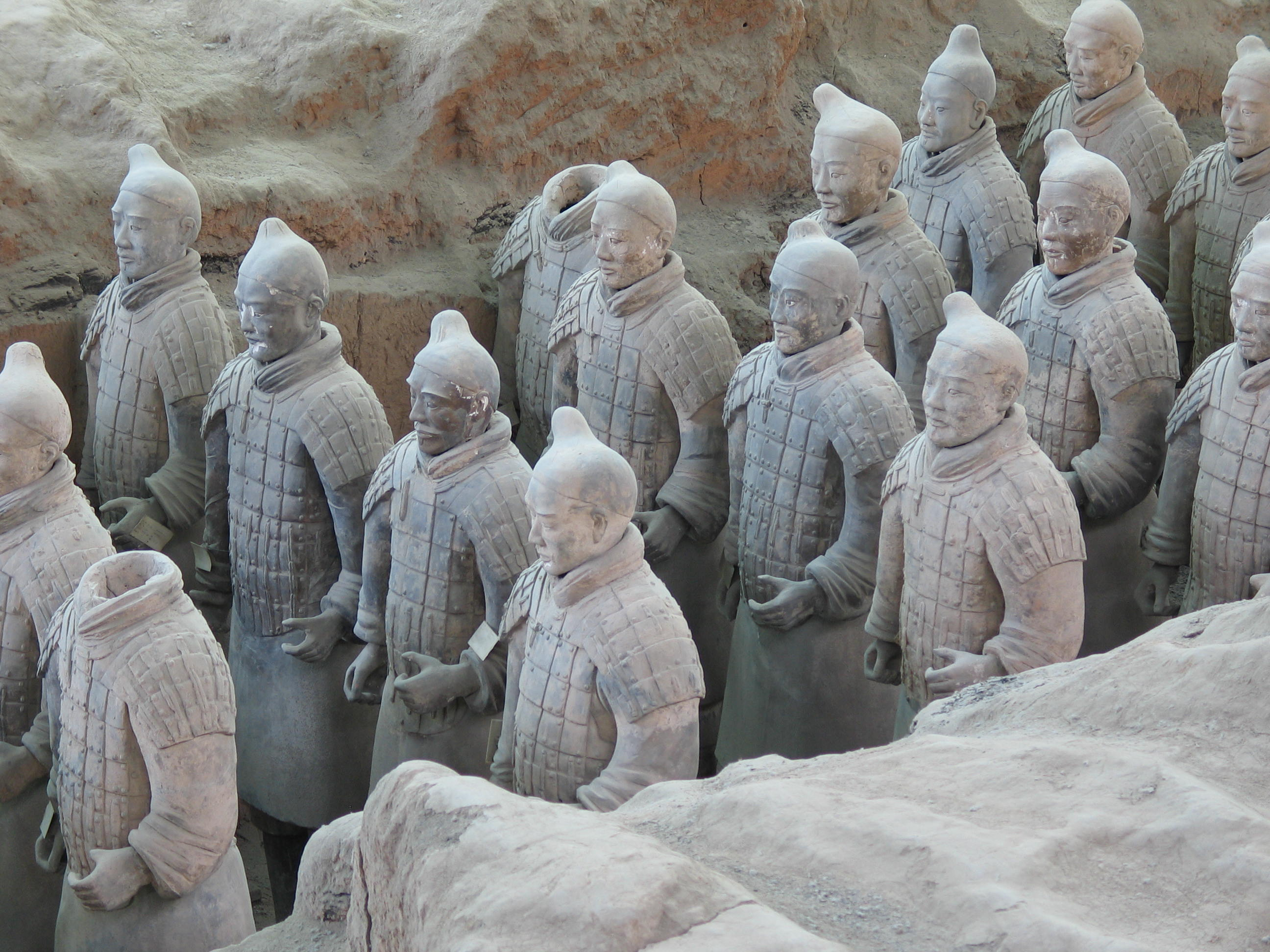
El Ejército de Terracota, ensamblado en 210 a.C. para el entierro de Qin Shi Huang (r. 221–210 a.C.), el primer emperador de al dinastía Qin.

## Salarios
Durante la dinastía Han, el poder que un oficial de gobierno ejercía estuvo determinado por su rango salarial anual, medido en unidades de granoconovidas como dan (石, una unidad de volumen, aproximadamente de 35 litros (0.99 EE.UU. bsh)). Aun así, aproximadamente la mitad del salario de un oficial en grano fue efectuado en pagos en monedas, ya estandarizado, después de que en 119 a.C, era el wushu (五銖) medida de moneda de 3.2 g (0.11 oz). La otra mitad del salario de un oficial constaba de grano descascarillado y descascarillado de grano medido en hu (觳, aproximadamente 20 L / 676 oz); desde entonces un hu de grano descascarillado era igual a 100 monedas y un hu descascarillado de grano era igual a 160 monedas, la proporción de conversión para grano descascarilladoy descascarillado de grano era 10 a 6 (mira la tabla de abajo). Los oficiales más superiores en el gobierno central ganaron unos 10,000-dan de salario. Los oficiales quién supervisaron los nueve ministerios especializados, ganaron, por persona, 2,000-dan en total, mientras que el magistrado de un condado ganó 600-dan en total. Ocasionalmente, emperadores daba regalos lujosos, como vino, alimentos, y ropa de seda a oficiales superiores. Estos regalos, en algunos casos generosos, podían valer tanto como la mitad del valor salarial anual estándar de los oficiales. Oficiales ancianos eran a menudo retirados del servicio y se les daba una pensión. Abajo la tabla perfila los salarios medidos en efectivo, grano descascarillado, y descascarillado de grano, del más alto al más bajo oficial pagado en la administración de Han:
| Lista de salario de 106 d.C.        | Lista de salario de 106 d.C.                               | Lista de salario de 106 d.C.                   | Lista de salario de 106 d.C.                               | Lista de salario de 106 d.C.                                           | Lista de salario de 106 d.C.          |
| A. Rango (medido en dan)            | B. Salario mensual en Grano descascarillado (medido en hu) | C. Salario mensual en Moneda (moneda estándar) | D. Salario mensual en descascarillaso Grano (medido en hu) | E. C dividido por la mitad del valor de B. (medido en efectivo por hu) | F. Proporción de D a medio-valor de B |
| ----------------------------------- | ---------------------------------------------------------- | ---------------------------------------------- | ---------------------------------------------------------- | ---------------------------------------------------------------------- | ------------------------------------- |
| 10,000                              | 350                                                        | 17,500                                         | 105                                                        | 100                                                                    | 60%                                   |
| En total 2,000                      | 180                                                        | 9,000                                          | 54                                                         | 100                                                                    | 60%                                   |
| 2,000                               | 120                                                        | 6,000                                          | 36                                                         | 100                                                                    | 60%                                   |
| Equivalente a 2,000                 | 100                                                        | 5,000                                          | 30                                                         | 100                                                                    | 60%                                   |
| 1,000                               | 90                                                         | 4,500                                          | 27                                                         | 100                                                                    | 60%                                   |
| Equivalente a 1,000                 | 80                                                         | 4,000                                          | 24                                                         | 100                                                                    | 60%                                   |
| 600                                 | 70                                                         | 3,500                                          | 21                                                         | 100                                                                    | 60%                                   |
| Equivalente a 600                   | 60                                                         | 3,000                                          | 18                                                         | 100                                                                    | 60%                                   |
| 400                                 | 50                                                         | 2,500                                          | 15                                                         | 100                                                                    | 60%                                   |
| Equivalente a 400                   | 45                                                         | 2,250                                          | 13.5                                                       | 100                                                                    | 60%                                   |
| 300                                 | 40                                                         | 2,000                                          | 12                                                         | 100                                                                    | 60%                                   |
| Equivalente a 300                   | 37                                                         | 1,850                                          | 11.1                                                       | 100                                                                    | 60%                                   |
| 200                                 | 30                                                         | 1,500                                          | 9                                                          | 100                                                                    | 60%                                   |
| Equivalente a 200                   | 27                                                         | 1,350                                          | 8.1                                                        | 100                                                                    | 60%                                   |
| 100                                 | 16                                                         | 800                                            | 4.8                                                        | 100                                                                    | 60%                                   |
| Equivalente a 100                   | N/Un                                                       | N/Un                                           | N/Un                                                       | N/Un                                                                   | N/Un                                  |
| Oficiales Cuyos Salarios son en Dou | 11                                                         | 550                                            | 3.3                                                        | 100                                                                    | 60%                                   |
| Auxiliares                          | 8                                                          | 400                                            | 2.4                                                        | 100                                                                    | 60%                                   |

## Footnotes
1. ↑  Bielenstein (1980), 131; de Crespigny (2007), 1221.
2. ↑  Nishijima (1986), 587.
3. ↑  Bielenstein (1980), 127 & 131.
4. ↑  de Crespigny (2007) 1221; Bielenstein (1980), 11–17; Hucker (1975), 159.
5. ↑  de Crespigny (2007), 1221; Bielenstein (1980), 127.
6. ↑  Hucker (1975), 159.
7. 1 2  Bielenstein (1980), 131.

- Datos: Q4216524